# Équipe cycliste Quick
L'équipe cycliste Quick (officiellement Quick Pro Team) est une équipe cycliste estonienne, d'origine Mongole ayant le statut d'équipe continentale depuis 2022.

## Histoire de l'équipe
L'équipe a été créé en 2022 sous licence mongole, composée uniquement de coureurs de nationalité mongole. En 2024 avec l'arrivée du sponsor Quick, des coureurs estoniens arrivent. En 2025 l'équipe devient estonienne.

## Classements UCI
L'équipe participe aux épreuves des circuits continentaux et en particulier de l'UCI Asia Tour. Les tableaux ci-dessous présentent les classements de l'équipe sur les différents circuits, ainsi que son meilleur coureur au classement individuel.
UCI Asia Tour
| UCI Asia Tour | UCI Asia Tour          | UCI Asia Tour                             | UCI Asia Tour |
| Année         | Classement par équipes | Meilleur coureur au classement individuel |               |
| ------------- | ---------------------- | ----------------------------------------- | ------------- |
| 2022          | 6e                     | Bilguunjargal Erdenebat (9e)              |               |
| 2023          | 17e                    | Bilguunjargal Erdenebat (59e)             |               |
|               |                        |                                           |               |
| Source : UCI  |                        |                                           |               |

L'équipe est également classée au Classement mondial UCI qui prend en compte toutes les épreuves UCI et concerne toutes les équipes UCI.
| Classement mondial | Classement mondial     | Classement mondial                        | Classement mondial |
| Année              | Classement par équipes | Meilleur coureur au classement individuel |                    |
| ------------------ | ---------------------- | ----------------------------------------- | ------------------ |
| 2022               | 69e                    | Bilguunjargal Erdenebat (400e)            |                    |
| 2023               | 112e                   | Bilguunjargal Erdenebat (900e)            |                    |
| 2024               | -                      | Martin Laas (343e)                        |                    |
|                    |                        |                                           |                    |
| Source : UCI       |                        |                                           |                    |

## Ferei Mongolia Development Team en 2022
| Cycliste                  | Date de naissance | Nationalité | Équipe 2021                     |  |
| ------------------------- | ----------------- | ----------- | ------------------------------- |  |
| Myagmarsuren Baasankhuu   | 16 avril 1991     | Mongolie    |                                 |  |
| Narankhuu Bat-Erdene      | 23 février 1995   | Mongolie    | Ferei-CCN (2020)                |  |
| Gantumur Bat-Orshikh      | 2 mars 1996       | Mongolie    |                                 |  |
| Tegsh-bayar Batsaikhan    | 1er juin 1998     | Mongolie    | Ferei-CCN (2020)                |  |
| Batbaatar Batsambuu       | 25 janvier 2002   | Mongolie    |                                 |  |
| Amartuvshin Battsengel    | 25 novembre 2001  | Mongolie    | KTX Korail Cycling Team (2020)  |  |
| Khankhuu Battsengel       | 26 mars 2000      | Mongolie    |                                 |  |
| Erkhes Davaasambuu        | 11 juin 1999      | Mongolie    | Project Nice Cote d'Azur (2018) |  |
| Javkhlanbat Erdene-Orgil  | 2 août 2003       | Mongolie    |                                 |  |
| Bilguunjargal Erdenebat   | 7 mars 1997       | Mongolie    | Ferei Pro Cycling Team (2019)   |  |
| Munkhtulga Erdenesuren    | 14 novembre 1992  | Mongolie    |                                 |  |
| Zorigt Gantumur           | 29 mai 2000       | Mongolie    |                                 |  |
| Bold Iderbold             | 27 juin 1998      | Mongolie    | Ferei-CCN (2020)                |  |
| Amarbold Munkhbayar       | 13 janvier 2002   | Mongolie    |                                 |  |
| Buyantogtokh Navaansamdan | 1er décembre 1999 | Mongolie    | Project Nice Cote d'Azur (2018) |  |
| Ayush-Ochir Sugarmaa      | 2 mars 1999       | Mongolie    | Project Nice Cote d'Azur (2018) |  |